# لیندی هیوم
لیندی هیوم (انگلیسی: Lindy Hume؛ ‏ ۲۵ اوت ۱۹۶۱) مدیر جشنواره، کارگردان نمایش و کارگردان هنری اهل استرالیا بود.
پدر او آموزگار مدرسه و سانسورچی فیلم و مادرش متخصص روان‌شناسی در دانشگاه سیدنی بودند. لیندی در سال ۲۰۰۷ از دانشگاه استرالیای غربی دکترای افتخاری ادبیات دریافت کرد. وی مابین سال‌های ۲۰۰۴ تا ۲۰۰۷ مدیر جشنواره پرث بود و در سال ۲۰۰۸ به مدیریت جشنواره سیدنی منسوب شد و از سال ۲۰۱۰ تا ۲۰۱۲ هدایت آنرا به عهده داشت. وی در سال ۲۰۲۱ بابت «برای خدمات شایان به هنرهای نمایشی، به‌ویژه به اپرا» موفق به دریافت نشان استرالیا شد.